# Ушкалка (полуостров)
Ушкальский или Нижнерогачинский полуостров — полуостров на левом берегу Днепра, административно относящийся к Каховскому району Херсонской области . Полуостров был оккупирован Россией 2 марта 2022 года. На полуострове, в селе Бабино расположен историко-ландшафтный заповедник Свет Орияны.
До строительства Каховской ГЭС и заполнению Каховского водохранилища, к полуострову близко подходил Днепр; кроме того, текла река Конка, соединяясь с Рогачицким лиманом, в плавнях было много озёр и проливов.

## География
Полуостров расположен на берегу Каховского водохранилища, в 83 км к юго-западу от города Новая Каховка, в 135 км от Херсона. Максимальная высота составляет 101 метр (у села Ушкалка)

## Население
На полуострове расположены сёла:
- Ушкалка;
- Бабино;
- Нижний Рогачик.

Суммарное количество населения — 1586 человек (согласно переписи населения 2001 года). Село Ушкалка является крупным селом, население которого составляет 1044 человека (2001).

## История
В окрестностях полуострова были исследованы 9 курганов, раскопав энеолитное поселение под руководством Д. Телегина в 1950-х годах. Остатки поселений эпохи неолита (IV тысячелетие до н. э.), поселение и могильник эпохи меди (III тысячелетие до н. э.), 4 поселения и погребения эпохи бронзы (II — начало I тысячелетия до н. э.), 5 поселений и погребения скифского времени и сарматов, найдена каменная скульптура кочевника XI—XIII вв.
В 1954 году в центре села Бабино экспедиция Института археологии Академии наук УССР под руководством А. В. Добровольского исследовала уникальное поселение бронзового века (XX—XVIII вв. до н. э.).